# Coldstream Guards
Los Guardias de Coldstream (en inglés Coldstream Guards - COLDM GDS) son un regimiento que presta funciones en la División Doméstica del Ejército Británico.
Son particularmente conocidos por ser uno de los regimientos que protege las residencias oficiales del monarca británico tales como el Palacio de Buckingham y la Torre de Londres, siendo su chaqueta escarlata y sus altos gorros reconocidos mundialmente. Además de sus roles relacionados con la seguridad del estado, los guardias han participado en múltiples conflictos como unidades regulares del Ejército Británico.

## Rol

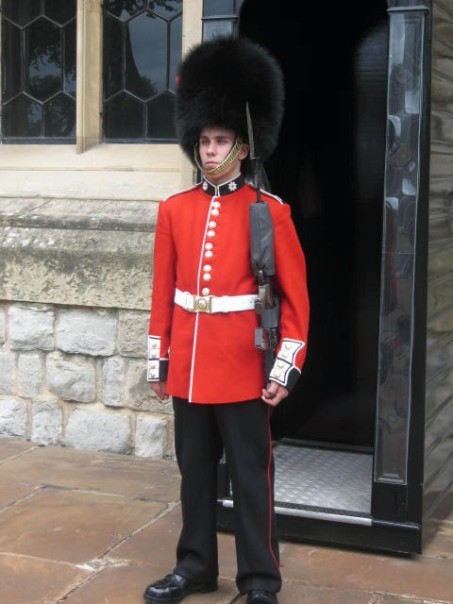
Un Guardia de Coldstream, protegiendo la Torre de Londres, en Inglaterra.

La función principal de los Guardias de Coldstream es la protección de los palacios y residencias reales, tanto en Londres como en Windsor, y forman parte de la División Doméstica al servicio personal del monarca. Operacionalmente, los Guardias de Coldstream, de hecho,  desempeñan labores de infantería ligera. El primer batallón tiene su base en los Cuarteles Victoria, en Windsor, como un batallón de infantería ligera operacional.
El Cuerpo de Música, además de su papel ceremonial, que ha sido principalmente el acompañamiento musical del cambio de la guardia en el Castillo de Windsor, tiene la función un pelotón de ametralladoras. Todos los miembros de la Guardia visten para sus tareas públicas la chaqueta escarlata en verano, con botones agrupados en parejas, y el abrigo gris en invierno, así como el característico gorro alto de piel de oso con un penacho rojo en el lado derecho. El Cuerpo de Música toca en el cambio de la guardia, en visitas de estado y en otros muchos eventos.
A diferencia de los otros cuatro regimientos de guardias a pie, que reclutan de cada una de las cuatro naciones de origen, los Guardias de Coldstream tienen un área de reclutamiento específica, que abarca los condados por los que pasó el Regimiento de Monck en su marcha de Coldstream a Londres. El área tradicional de reclutamiento de los Guardias Coldstream es el suroeste y el noreste de Inglaterra.
Los Guardias de Coldstream y otros Regimientos de Guardias tienen una conexión de larga duración con el Regimiento de Paracaidistas.

## Historia

### SiglosXVIIIyXIX
El regimiento participó en combate en Flandes y en la Rebelión de Monmouth, incluida la decisiva batalla de Sedgemoor en 1685. Combatió en la batalla de Walcourt en 1689, la batalla de Landen y el asedio de Namur.
En 1760, el Segundo Batallón fue enviado a Alemania y puesto bajo las órdenes del príncipe Fernando de Brunswick, luchando en la batalla de Wilhelmstal y en el Castillo de Amöneburg. Además, otras tres compañías de la Guardia, de 307 hombres bajo el mando del Coronel Edward Mathew lucharon en la Guerra Revolucionaria Americana.
Los Guardias de Coldstream participaron ampliamente en las guerras contra la Revolución Francesa y en las Guerras Napoleónicas al servicio del monarca británico. Bajo el mando de Sir Ralph Abercrombie, derrotaron a las tropas francesas en Egipto. En 1807, participaron en la invasión de Copenhague. En enero de 1809, navegaron hasta Portugal para unirse a las fuerzas de Sir Arthur Wellesley. En 1814, pelearon en la batalla de Bayona, en Francia, donde se alzó un cementerio en memoria de los guardias caídos. Más tarde, sirvieron como parte de la segunda brigada de guardias en el castillo de Hougoumont en las afueras de la Batalla de Waterloo. Esta defensa se considera como uno de los mayores logros del regimiento, y se realiza una ceremonia anual cada año en para conmemorar los esfuerzos del cabo James Graham y el teniente coronel James Macdonnell, quienes cerraron la puerta norte después de un ataque francés. El Duque de Wellington declaró tras la batalla que "el exito de la batalla fue gracias al cerrar las puertas de Hougomont". Después el regimiento formó parte de las fuerzas de ocupación británicas de París hasta 1816.
Durante la guerra de Crimea, el Regimiento Coldstream luchó en las batallas de Alma, Inkerman y Sebastopol. A su regreso, cuatro hombres del regimiento fueron galardonados con la recién instituida Cruz de Victoria.
En 1882, fueron enviados a Egipto contra los rebeldes de Ahmed 'Urabi y en 1885 en la Campaña Suakin. En 1897, los Guardias de Coldstream se reforzaron con la adición de un tercer batallón. El primer y 2el segundo batallón fueron enviados a Sudáfrica al estallar la segunda guerra bóer.

### 1900 - presente
Al estallar la Primera Guerra Mundial, los Guardias se encontraban entre los primeros regimientos británicos en llegar a Francia después de que Gran Bretaña declarara la guerra al Imperio Alemán. En las siguientes batallas, sufrieron grandes pérdidas, en dos casos muriendo en combate todos sus oficiales. En la Primera Batalla de Ypres, el primer batallón fue prácticamente aniquilado. El regimiento luchó en Mons, Loos, Somme, Ginchy y en la Tercera Batalla de Ypres. El regimiento también formó el 4.º Batallón (Pionero), que se disolvió después de la guerra, en 1919. El 5.º Batallón de Reserva nunca abandonó Gran Bretaña antes de su disolución.

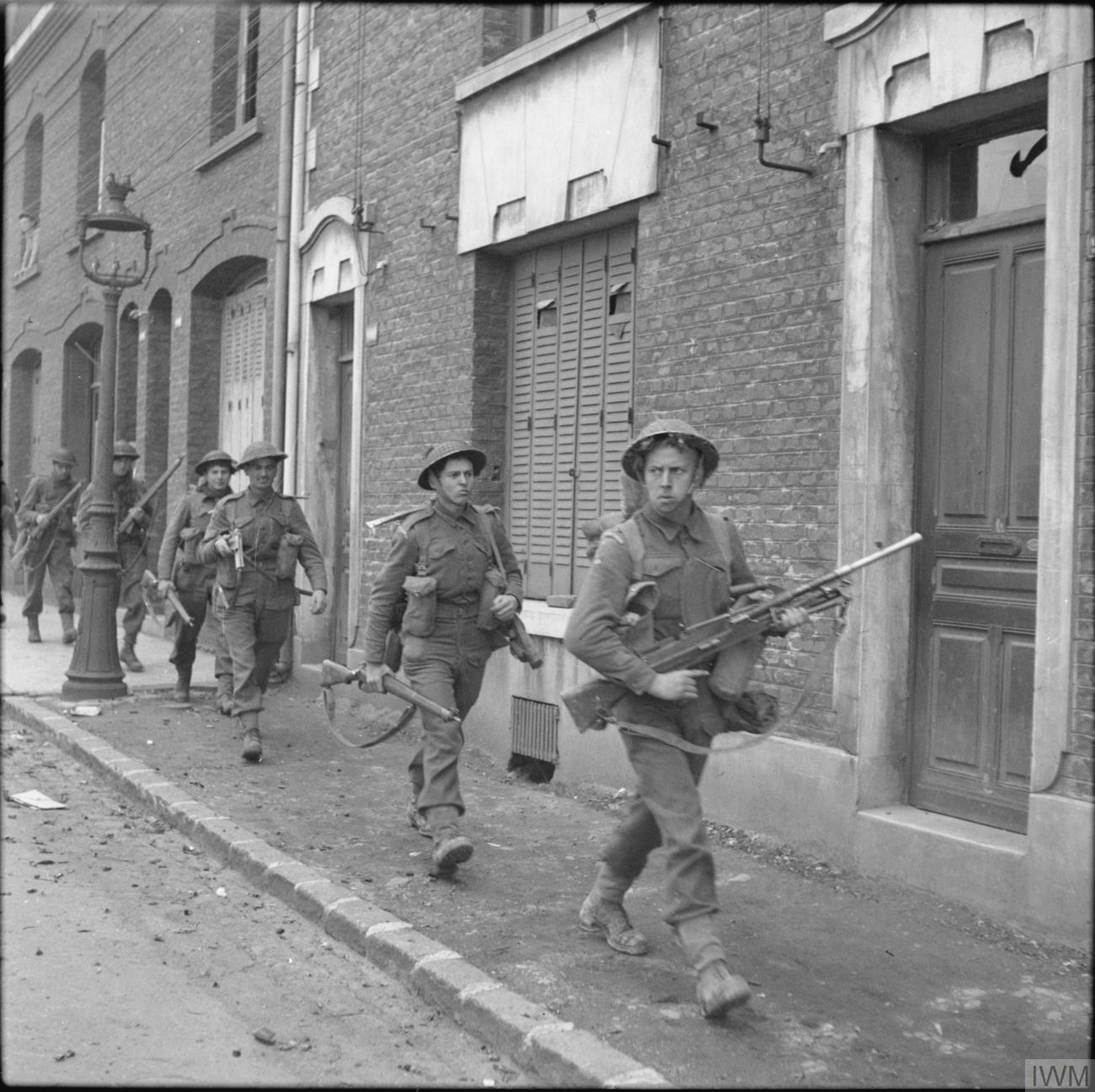
los guardias liberan Arrás, en Francia durante las etapas finales de la Segunda Guerra Mundial.

Cuando comenzó la Segunda Guerra Mundial, los batallones 1.º y 2.º de los Guardias formaban parte de la Fuerza Expedicionaria Británica (BEF) en Francia, mientras que el 3.er Batallón estaba en servicio en el extranjero en Oriente Medio. También se formaron 4.os y 5.os batallones adicionales durante la guerra. Lucharon extensamente, como parte de la División Blindada de la Guardia, en el norte de África y Europa como infantería desmontada. El cuarto batallón se convirtió por primera vez en un batallón motorizado en 1940 y luego en un batallón blindado en 1943.
Después de la guerra, los batallones primero y tercero sirvieron en Palestina. En 1991, el primer batallón fue enviado a la primera Guerra del Golfo, donde estuvo involucrado en el manejo de prisioneros de guerra y otros roles.
Durante gran parte de la década de 1990, el 1.er Batallón estuvo estacionado en Münster, Alemania, en el Papel de Infantería Blindada como parte de la 4.ª Brigada Blindada. En 1993–1994, el batallón sirvió como un batallón de infantería blindado en tareas de mantenimiento de la paz en Bosnia como parte de la UNPROFOR.
El batallón fue enviado a Londonderry, Irlanda del Norte en un despliegue de dos años en 2001. Luego se desplegó a Irak en abril de 2005 para una gira de seis meses con el resto de la 12.ª Brigada Mecanizada, con sede en el sur del país. El batallón perdió a dos de sus soldados, el 2 de mayo, cerca de Al Amarah y el 18 de octubre en Basora.
Des Browne, Secretario de Estado de Defensa, anunció el 19 de julio de 2007 que en octubre de 2007 el batallón debía ser enviado a Afganistán como parte de la 52 Brigada de Infantería. En marzo de 2008, mientras patrullaban , miembros del Regimiento descubrieron una sala de tortura operada por talibanes..
En octubre de 2009, el batallón se desplegó en la Operación Herrick 11, con unidades desplegadas en el área de Babaji de la provincia central de Helmand, Afganistán, desempeñando un papel importante en la Operación Moshtarak en febrero de 2010.

## Organización
Las compañías que conforman el regimiento están numeradas. Los nuevos oficiales destinados al regimiento que se encuentran en Sandhurst o en la Escuela de Batalla de Infantería forman el número 13 , mientras que los miembros de la Guardia en formación conforman el número 14.